# Julius Kronberg
Johan Julius Ferdinand Kronberg (Karlskrona, 11 dicembre 1850 – Stoccolma, 17 ottobre 1921) è stato un pittore svedese.

## Biografia
Formatosi a Stoccolma, viaggiò a Düsseldorf, Monaco, Venezia e Roma. Noto come ritrattista e autore di dipinti decorativi, lavorò in palazzi e chiese, fra cui la chiesa di Adolfo Federico a Stoccolma.